# Каддо (Оклахома)
Каддо (англ. Caddo) — місто (англ. town) в США, в окрузі Браян штату Оклахома. Населення — 1017 осіб (2020).

## Географія
Каддо розташоване за координатами 34°7′48″ пн. ш. 96°16′12″ зх. д. / 34.13000° пн. ш. 96.27000° зх. д. (34.129982, -96.269870).  За даними Бюро перепису населення США в 2010 році місто мало площу 5,65 км², уся площа — суходіл. В 2017 році площа становила 6,60 км², уся площа — суходіл.

## Демографія
Згідно з переписом 2010 року, у місті мешкало 997 осіб у 411 домогосподарстві у складі 268 родин. Густота населення становила 177 осіб/км².  Було 480 помешкань (85/км²).
Расовий склад населення:
| - 73,9 % — білих - 17,1 % — корінних американців - 0,3 % — чорних або афроамериканців - 0,2 % — азіатів |

До двох чи більше рас належало 8,3 %. Частка іспаномовних становила 1,8 % від усіх жителів.
За віковим діапазоном населення розподілялося таким чином: 26,4 % — особи молодші 18 років, 55,1 % — особи у віці 18—64 років, 18,5 % — особи у віці 65 років та старші. Медіана віку мешканця становила 37,1 року. На 100 осіб жіночої статі у місті припадало 93,2 чоловіків;  на 100 жінок у віці від 18 років та старших — 83,5 чоловіків також старших 18 років.
Середній дохід на одне домашнє господарство  становив 41 719 доларів США (медіана — 34 402), а середній дохід на одну сім'ю — 53 743 долари (медіана — 44 583). За межею бідності перебувало 23,9 % осіб, у тому числі 26,6 % дітей у віці до 18 років та 25,3 % осіб у віці 65 років та старших.
Цивільне працевлаштоване населення становило 494 особи. Основні галузі зайнятості: освіта, охорона здоров'я та соціальна допомога — 27,5 %, виробництво — 13,2 %, мистецтво, розваги та відпочинок — 11,7 %, публічна адміністрація — 11,1 %.